# تپه خزینه (فیروزه)
تپه خزینه مربوط به سده ۴ تا ۷ ق است و در شهرستان فریمان، ۱/۵ کیلومتری شمال غرب روستای ماروسک واقع شده و این اثر در تاریخ ۳ خرداد ۱۳۸۶ با شمارهٔ ثبت ۱۹۱۲۰ به‌عنوان یکی از آثار ملی ایران به ثبت رسیده‌است.